# Camille (film, 2008)
Pour les articles homonymes, voir Camille.
Pour plus de détails, voir Fiche technique et Distribution.
Camille est un film britannique réalisé par Gregory Mackenzie, sorti en Europe en 2008.

## Synopsis
L'intrigue suit les deux personnages qui viennent de se marier et partent en voyage de noces aux chutes du Niagara. Silas Parker est un voleur qui épouse Camille Foster, la nièce de son agent de probation, voyant en cela une occasion de s'échapper au Canada. Silas ne peut pas supporter Camille et elle est aveugle à ses véritables sentiments, croyant que tout ira bien une fois qu'ils seront arrivés aux chutes. Après leur mariage, Camille s'inquiète que personne n'ait jeté du riz, y voyant un mauvais présage. En route pour les chutes du Niagara, ils ont un accident de moto et Camille meurt. Pensant l'avoir tuée, Silas s'enfuit et cambriole une maison voisine pour appeler la police, mais il raccroche brusquement. Lorsqu'il retourne sur le lieu de l'accident, il trouve Camille debout en train de se laver dans une rivière proche.
Au cours du voyage, Silas réalise que Camille est vraiment morte dans l'accident, car elle commence à se décomposer. Tout en prenant soin d'elle, Silas montre un côté plus gentil à travers sa culpabilité d'avoir accidentellement causé sa mort. Pendant ce temps, la police pense que Silas a réellement tué sa femme et commence à le poursuivre. Le couple doit éviter d'être capturé à plusieurs reprises et finit par voyager avec un vieux cowboy de rodéo qui possède des chevaux colorés. L'un des chevaux, Maggie, est vieux et devrait être mort depuis des années, mais il est toujours là pour une raison inconnue.
Au fur et à mesure que l'état physique de Camille se détériore, elle et Silas se rapprochent, finissant par danser et s'embrasser sous la pluie. Silas dit que même s'il n'a jamais cru en rien, Camille a cru en lui quand personne d'autre ne l'a fait. Le couple voyage avec le cowboy jusqu'à ce qu'il ait une crise et libère tous ses chevaux. Voyant que Maggie ne quittera pas son côté, même sous menace d'une arme, le cowboy monte sur le cheval et ils s'éloignent dans l'aube.
Le couple finit par atteindre les chutes du Niagara et prend la visite en bateau ensemble. Alors que Silas sourit en regardant Camille, heureux d'être avec elle, elle lui dit qu'elle est prête maintenant. Il se tourne pour demander à quelqu'un de prendre leur photo, et quand il se retourne, elle a disparu. Il descend du bateau et se dirige vers la frontière entre le Canada et les États-Unis, mais s'arrête et revient sur ses pas pour la chercher. La police le repère alors et le poursuit jusqu'au bord du point de vue des chutes du Niagara. Ne croyant pas que Camille est vraiment partie, il crie son nom, et la police, pensant qu'il cherche toujours à fuir, lui tire dessus.
Camille apparaît soudain, chevauchant vers lui sur Maggie, et demande pourquoi il n'est pas parti sans elle, et il répond qu'il ne pouvait pas. Il monte derrière elle et dit "Je t'aime" pour la première fois. Ils s'embrassent, puis se tournent vers les chutes. Camille dit "J'ai passé une merveilleuse lune de miel" et Silas répond "Moi aussi". Puis Maggie galope vers l'avant et saute par-dessus le bord des chutes du Niagara avec Camille et Silas sur son dos, tous trois disparaissant dans la brume. Après leur saut, du riz commence à tomber du ciel.

## Fiche technique
- Titre : Camille
- Réalisation : Gregory Mackenzie
- Scénario : Nick Pustay
- Musique : Mark Mancina
- Photographie : Sharone Meir
- Montage : Roger Bondelli
- Production : Gregory Mackenzie, Steve Markoff, Bruce McNall, Albert S. Ruddy et Brett Walsh
- Société de production : A-Mark Entertainment, Camille Productions, Golconda Films et The Ruddy Morgan Organization
- Pays :  Royaume-Uni et  États-Unis
- Genre : Comédie noire, comédie romantique et fantastique
- Durée : 94 minutes
- Date de sortie : 2008

## Distribution
- Sienna Miller : Camille Foster
- James Franco : Silias
- David Carradine : Cowboy Bob
- Scott Glenn : Shérif Foster
- Mark Wilson : Adjoint Ruddy